# Nucleus
"Nucleus", foram uma banda de jazz-rock pioneira na Grã-Bretanha, que continuou de diferentes formas, desde 1969 a 1989. No seu primeiro ano, ganharam o primeiro prémio no Festival de Jazz de Montreux, lançaram o álbum Elastic Rock e tocaram tanto nos Festivais de Jazz de Newport e de Village Gate Jazz Club.
Foram liderados por Ian Carr, que tinha estado no Quinteto Rendell-Carr durante meados e fins dos anos 1960 e que foi uma figura incontornável no jazz britânico por mais de quarenta anos.
A sua base musical jazzística evoluiu de um som, ao início incorporando elementos do rock progressivo e psicadélico, para uma combinação de sons mais funky em meados e fins dos anos 1970.

## Formações
Na primeira formação faziam parte: o vocalista / trompetista Ian Carr,  o teclista / oboísta Karl Jenkins, o saxofonista / flautista  Brian Smith, o guitarrista Chris Spedding, o baixista Jeff Clyne e o baterista John Marshall.
No seu terceiro álbum, a banda passou a incluir os trompetistas Kenny Wheeler e Harry  Beckett, o saxofonista Tony Roberts, o baixista Ron Mathewson, o percussionista Chris Karan e Keith  Winter no sintetizador VCS3. Dave MacRae juntou-se pouco depois, por vários álbuns.
Ao longo dos anos a banda teve  muitos membros:
- Trompete e Fliscorne: Ian Carr, Kenny Wheeler, Harry Beckett, Chris Batchelor
- Saxo tenor, Saxo soprano e flauta: Brian Smith, Bob Bertles, Phil Todd, Tim Whitehead
- Clarinete, Clarinete baixo e Saxo tenor: Tony Roberts, Tony Coe
- Saxo barítono, Oboé, Piano e Piano elétrico: Karl Jenkins
- Piano e Piano elétrico: Dave MacRae, Gordon Beck, Geoff Castelo
- Guitarra: Chris Spedding, Allan Holdsworth, Jocelyn Pitchen, Ray Russell, [1] Ken Shaw, Mark Wood
- Baixo: Jeff Clyne, Ron Mathewson, Roy Babbington, Roger Sutton, Billy Kristian, Mo Foster, Rob Burns, Dill Katz, Rob Statham
- Bateria: John Marshall, Clive Thacker, Tony Levin, Bryan Spring, Lojas de Roger
- Percussão: Chris Karan, Trevor Tomkins, Aureo de Souza, Richard Burgess, Chris Fletcher
- Sintetizador: Keith Winter, Paddy Kingsland, Geoff Castelo, Neil Ardley
- Voz: Norma Winstone, Joy Yates (Sra. Dave MacRae), Kieran Branco
- Órgão: John Taylor

## Anos Recentes
Em agosto de 2005, uma espécie de reencarnação dos Nucleus, com antigos e novos membros, actuou no London's Cargo Venue. Logo após, a 30 de Março de 2007, seguiu-se um concerto no London's Pizza Express Jazz Club, pelo nome de Nucleus Revisited, como parte de uma série de shows para celebrar o décimo aniversário da revista Jazzwise. No Nucleus Revisited distinguiram-se, entre outros seguidores de Nucleus, Geoff Castelo, Mark Wood e Tim Whitehead e no trompete, como no concerto de Carga em 2005, Chris Batchelor. Embora Ian Carr não tocasse, devido a problemas de saúde, esteve presente no espetáculo e recebeu uma ovação de pé. Nucleus Revisited também apareceu no clube de Jazz Londrino, Ronnie Scott Jazz, em 4 de Agosto de 2009, como parte dos concertos da longa semana do Brit Jazz Fest, em digressão com o quarteto de Michael Garrick.

## Discografia
- Elastic Rock 1970 - UK #46[2]
- We'll Talk About It Later 1970
- Solar Plexus 1971
- Belladonna 1972
- Labyrinth 1973
- Roots 1973
- Under The Sun 1974
- Alleycat 1975
- Snakehips Etcetera 1975
- Direct Hits (compilação) 1976
- In Flagranti Delicto 1977
- Out of the Long Dark 1979
- Awakening 1980
- Live at the Theaterhaus 1985
- Old Heartland 1989
- The Pretty Redhead (gravado em 1971 e 1982) 2003
- Live In Bremen (gravado em 1971) 2003
- Hemispheres (gravado ao vivo em 1970 e 1971) 2006
- UK Tour ‘76 (gravado ao vivo no Loughborough University, em 1976) 2006
- Live In Europe 1970-71 (gravado em 1970 e 1971) 2009

## Ligações Externas
- Guardian's review of 2005 concert
- Ian Carr and Nucleus website
- The Complete Ian Carr's Nucleus Discograph
- Nucleus at All About Jazz
- Ian Carr: The Maestro and His Music at All About Jazz
- Progarchives